# Calle de la Fe
La calle de la Fe es una vía pública de la ciudad española de Madrid, situada en el barrio de Embajadores, distrito Centro, y que une la plaza de Lavapies con la calle del Salitre.

## Historia
La vía, que discurre en dirección oeste-este, comienza en la plaza de Lavapies y finaliza su recorrido en la calle del Salitre. Aparece ya en el plano de Texeira de 1656, aunque sin nombre. En el de Antonio Espinosa de los Monteros de 1769 figura ya con la denominación «de la Fe». En 1889 se conservaban antecedentes de construcciones particulares desde 1751.
Diversos cronistas y autores del siglo xix, como Peñasco de la Puente, Cambronero o Antonio de Capmany, recogen la noticia, quizá legendaria, de que en esta calle hubo una sinagoga, para la población judía de Madrid, finalmente expulsada por los Reyes Católicos. Según esta leyenda, el núcleo extramuros entonces conocido como la Judería o arrabal de la Sinagoga se convirtió luego en el arrabal de la Fe. Autores más modernos sitúan la población judería medieval de Madrid en el barrio de Santa María de la Almudena, argumentando que el actual Lavapiés estaba muy poco poblado, al encontrarse fuera de la protección de la muralla árabe de Madrid.

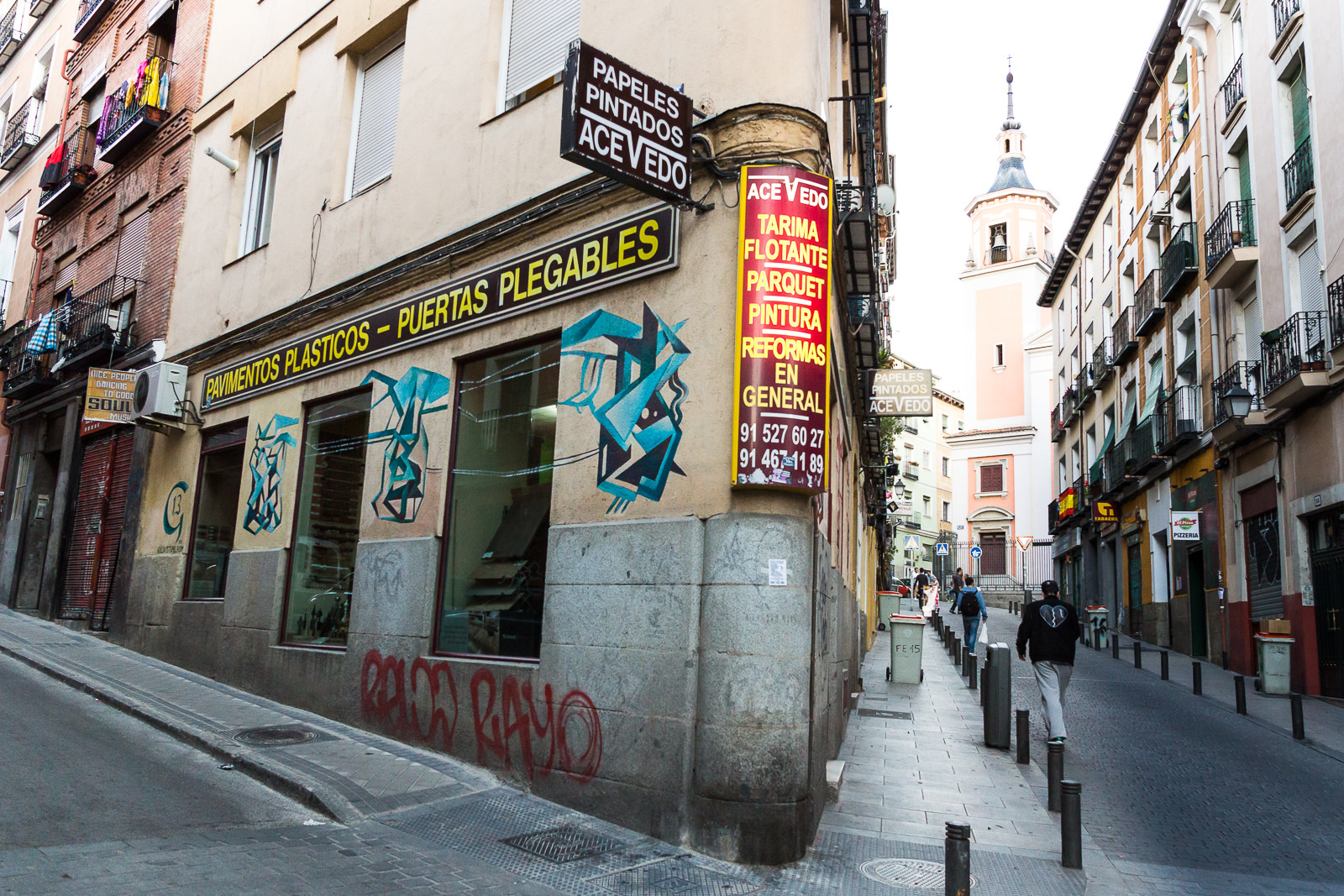
Calle de la Fe en su cruce con la calle de Zurita, que se abre a la izquierda. En el fondo se puede apreciar la iglesia de San Lorenzo.